# Cúp quốc gia Scotland 1873–74
 Cúp quốc gia Scotland 1873–74 là mùa giải đầu tiên của giải đấu bóng đá loại trực tiếp uy tín nhất Scotland. Chức vô địch thuộc về Queen's Park khi đánh bại đội bóng cũng đến từ Glasgow Clydesdale 2–0 trong trận Chung kết.

## Lịch thi đấu
| Vòng      | Ngày thi đấu đầu tiên | Số trận đấu | Số trận đấu                 | Số trận đấu | Số đội tham gia |
| Vòng      | Ngày thi đấu đầu tiên | Ban đầu     | Đi thẳng vào vòng tiếp theo | Đá lại      | Số đội tham gia |
| --------- | --------------------- | ----------- | --------------------------- | ----------- | --------------- |
| Vòng Một  | 18 tháng 10 năm 1873  | 8           | 0                           | 0           | 16 → 8          |
| Tứ kết    | 8 tháng 11 năm 1873   | 4           | 0                           | 3           | 8 → 4           |
| Bán kết   | 13 tháng 12 năm 1873  | 2           | 0                           | 0           | 4 → 2           |
| Chung kết | 21 tháng 3 năm 1874   | 1           | 0                           | 0           | 2 → 1           |

## Vòng Một
| Alexandra Athletic | v | Callander |
| ------------------ | - | --------- |
|                    |   |           |

| Renton | v | Kilmarnock |
| ------ | - | ---------- |
|        |   |            |

| Clydesdale | v | Granville |
| ---------- | - | --------- |
|            |   |           |

| Queen's Park | v | Dumbreck |
| ------------ | - | -------- |
|              |   |          |

| Eastern | v | Rovers |
| ------- | - | ------ |
|         |   |        |

| Western | v | Blythswood |
| ------- | - | ---------- |
|         |   |            |

| Dumbarton | v | Vale of Leven |
| --------- | - | ------------- |
|           |   |               |

| 3rd Lanark RV | v | Southern |
| ------------- | - | -------- |
|               |   |          |

## Tứ kết
| Clydesdale | v | 3rd Lanark RV |
| ---------- | - | ------------- |
|            |   |               |

| Queen's Park | v | Eastern |
| ------------ | - | ------- |
|              |   |         |

| Alexandra Athletic | v | Blythswood |
| ------------------ | - | ---------- |
|                    |   |            |

| Dumbarton | v | Renton |
| --------- | - | ------ |
|           |   |        |

### Đá lại
| 3rd Lanark RV | v | Clydesdale |
| ------------- | - | ---------- |
|               |   |            |

| Renton | v | Dumbarton |
| ------ | - | --------- |
|        |   |           |

### Đá lại lần 2
| Clydesdale | v | 3rd Lanark RV |
| ---------- | - | ------------- |
|            |   |               |

## Bán kết
| Queen's Park | v | Renton |
| ------------ | - | ------ |
|              |   |        |

| Clydesdale | v | Blythswood |
| ---------- | - | ---------- |
|            |   |            |

## Chung kết
| Queen's Park               | v | Clydesdale |
| -------------------------- | - | ---------- |
| MacKinnon 60' · Leckie 85' |   |            |